# Kabinett von Epp
Das Kabinett von Epp bildete als kommissarischer Ministerrat vom 10. März bis 12. April 1933 die kommissarische Landesregierung von Bayern.

## Entwicklung
Das Kabinett von Epp verdrängte die Regierung Held in den Tagen vom 7. März bis 27. März 1933 schrittweise von der Macht. Die Reichstagswahl vom 5. März 1933 sah eine Mehrheit der NSDAP. In der Folge setzte Reichsinnenminister Frick am 9. März Franz von Epp zum Reichskommissar in Bayern ein („zur Erhaltung öffentlicher Sicherheit und Ordnung“). Epp proklamierte am 16. März, er habe nach dem „Rücktritt“ Helds nun mit seiner Kommissariatsregierung alle Regierungsmacht übernommen. Held erklärte am 27. März in der Schweiz die Zustimmung zu seiner Absetzung.

## Mitglieder
| Amt                       | Name           | Bild | Partei | Partei |
| ------------------------- | -------------- | ---- | ------ | ------ |
| Kommissarischer Leiter    | Franz von Epp  |      |        | NSDAP  |
| Äußeres                   | Franz von Epp  |      |        | NSDAP  |
| Stellvertreter            | Adolf Wagner   |      |        | NSDAP  |
| Inneres                   | Adolf Wagner   |      |        | NSDAP  |
| Justiz                    | Hans Frank     |      |        | NSDAP  |
| Kultus                    | Hans Schemm    |      |        | NSDAP  |
| Finanzen                  | Ludwig Siebert |      |        | NSDAP  |
| zur besonderen Verwendung | Ernst Röhm     |      |        | NSDAP  |
| zur besonderen Verwendung | Hermann Esser  |      |        | NSDAP  |